# Département de Rosario de Lerma
Le département de Rosario de Lerma constitue l'une des 23 subdivisions de la province de Salta, dans le nord-ouest de l'Argentine. Son chef-lieu est la ville de Rosario de Lerma.
Le département a une superficie de 5 110 km2. Sa population s'élevait à 33 741 habitants en 2001.

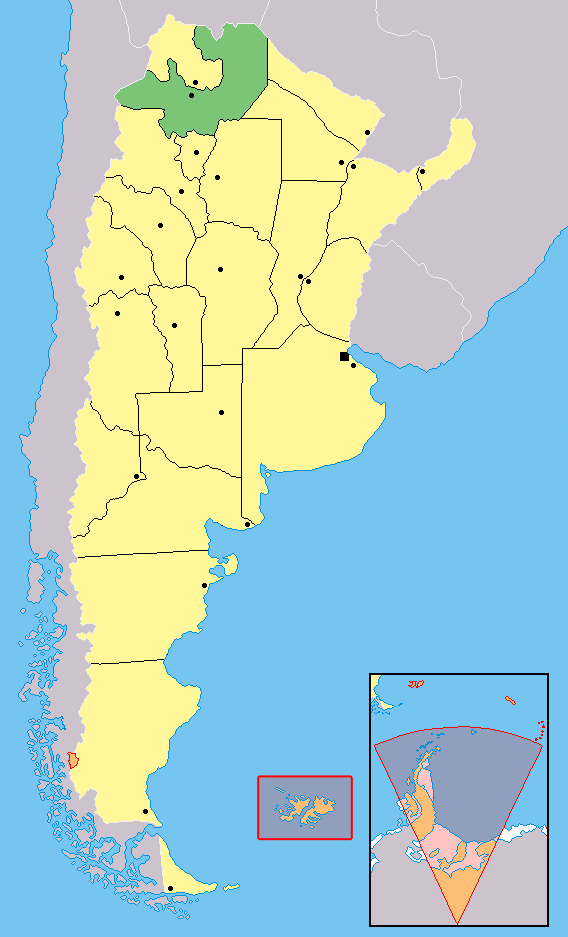
Localisation de la province de Salta en Argentine